# Bolesław Dudziński (krytyk literacki)
Bolesław Pantaleon Dudziński (ur. 27 lipca 1892 w Łodzi, zm. 27 maja 1976, tamże) – krytyk literacki i teatralny, publicysta, autor pamiętnika z I wojny światowej.

## Życiorys
Dudziński pochodził z rodziny inteligenckiej, był synem Waleriana Dudzińskiego oraz Karoliny z domu Merkel. Jego żoną była Maria Małgorzata. Około 1920 pracował jako referent w urzędzie miejskim w Łodzi. W latach 1921–1922 był redaktorem technicznym dziennika „Praca”, został również kierownikiem działu literackiego „Kuriera Łódzkiego”, a następnie w okresie od 1923 do 1932 był kierownikiem wydziału prasowego w Zarządzie Miejskim w Łodzi. Jednocześnie 1924 był redaktorem Dziennika Urzędowego Zarządu Miasta Łodzi. W późniejszych latach współpracował z „Robotnikiem”, w ramach którego był najaktywniejszym recenzentem, publikując latach 1932–1939 197 recenzji. Był także członkiem kolegium redakcyjnego czasopisma literackiego „Lewar”, ukazującego się w latach 1933–1936. Po II wojnie światowej zamieszkał w zajętej przez Związek Literatów Polskich kamienicy przy ul. Kościuszki 98 w Łodzi (tzw. Dom Literatów).
Publikował pod pseudonimem: B.D., Bol. D. lub D-ski. Jest także autorem pamiętnika pt. „Wojenne wędrówki: ze wspomnień łodzianina 1905–1918” z okresu Rewolucji 1905 roku oraz I wojny światowej, wydanego w 1971 przez Wydawnictwo Łódzkie.
W 1964 odznaczony Honorową Odznaką Miasta Łodzi.
Został pochowany na cmentarzu ewangelickim w Łodzi przy ul. Ogrodowej (sektor: 39_E2, rząd: 4, numer grobu: 7).

## Odznaczenia
- Złoty Krzyż Zasługi (1956),
- Honorowa Odznaka Miasta Łodzi (1964)[17].